# Georges Baines
Georges Frederic John ridder Baines, (Berchem, 7 mei 1925 – Antwerpen, 22 mei 2013) was een Belgisch architect. Hij behoorde tot de kleine groep van Belgische architecten die na de Tweede Wereldoorlog bewust aansluiting zochten bij de artistieke avant-garde van de jaren twintig. Zijn werk onderscheidt zich door een heldere eenvoud en sober raffinement. Aanvankelijk bracht hij voornamelijk individuele woningen tot stand, later ook openbare gebouwen en restauraties. In 2000 kreeg hij wegens persoonlijke verdiensten de titel van ridder, tegelijk met zijn opname in de Belgische erfelijke adel.

## Biografie
Baines, telg uit het geslacht Baines, groeide op in een kunstzinnig milieu en had aanvankelijk vooral interesse in schilderkunst. Tijdens zijn middelbare studies werd hij bevriend met kunstkenner Paul Haesaerts die hem in contact bracht met het Vlaamse expressionisme en eigentijdse ontwikkelingen. Hij studeerde architectuur aan het Antwerpse NHIBS (1943-50) maar was teleurgesteld over het oppervlakkige niveau van het daar toen verstrekte onderwijs. Hij vond er geen toegang tot de verworvenheden van het modernisme, ook niet bij Léon Stynen, bij wie hij afstudeerde en nadien nog een jaar als stagiair werkte. Om te ontkomen aan de desoriëntatie die na de oorlog in de Belgische architectuur heerste, zocht Baines steunpunten in de internationale ontwikkelingen. Hij maakte studiereizen in Scandinavië en Zwitserland waar hij bevriend raakte met Alfred Roth, die hem introduceerde in de wereld van de abstracte kunst. Roth bracht Baines in contact met avant-gardekunstenaars als Max Bill, Friedrich Vordemberge-Gildewart en Georges Vantongerloo. Hij herontdekte de architectuur via de schilderkunst. Daarnaast ontwikkelde hij ook een sterke belangstelling voor het werk van Le Corbusier en Aldo van Eyck. Na zijn deelname aan de zomerschool van CIAM in Venetië (1952), startte Baines zijn eigen bureau in Antwerpen. Baines was tijdens zijn actieve loopbaan leraar architectonisch ontwerpen aan het Antwerpse NHIBS (1965-1990). In 2009 was hij eregast bij de inhuldiging van de reconversie van een van zijn eigen realisaties, het Albitum kantoorgebouw te Hoboken, dat werd heringericht als wijkgezondheidscentrum van Geneeskunde voor het Volk door Burobill architecten.

## Oeuvre
Zijn vroege werk kenmerkt zich door een gematigd modernisme, refererend aan het Scandinavische regionalisme, zoals de atelierwoning Vic Gentils in Wijnegem (1963, Belgische Houtprijs 1965), een gebouw dat op de typologie van de Vlaamse hoeve teruggaat. Later neemt de abstractie in zijn werk alleen maar toe. Dit wordt duidelijk in de woning Reypens (1966), Architectuurprijs Van de Ven (1968) en de Lens Fine Art Gallery (1971), beide in Antwerpen, en de woning Autrique in Kontich (1971) die mede opgezet was als een studie van modulair geschakelde woningen. Een hoogtepunt was de rijwoning Braunschweig in Wilrijk (1976), opgevat als een promenade architecturale door een verscheidenheid van in elkaar vloeiende ruimten. Daarna bracht hij ook enkele openbare gebouwen tot stand waaronder galerie Ronny Van de Velde in Antwerpen (1990); een privé-museum dat net als zijn huizen gekenmerkt wordt door een levendige wisselwerking van ruimte en licht. Vanaf 1985 zou Baines zich toeleggen op de restauratie van modernistische gebouwen: eerst La Maison Guiette van Le Corbusier in Antwerpen (1988) met een toevoeging van een nieuwe uitbreiding in 1993, vervolgens woning Nubar Bey van Auguste Perret in Garches in Frankrijk (1990), het Belgische paviljoen in de Giardini van Venetië (1997) en Horta's Paleis voor Schone Kunsten in Brussel (2000-). In 1994 ontving hij de Grote Prijs Architectuur van België voor heel zijn oeuvre. Dat jaar werd hij tevens aangesteld als hoofdarchitect van het masterplan Galgenweel op de Linkeroever van Antwerpen.

## Belangrijkste realisaties
- 1960 - Villa Lens,( Brasschaat)
- 1963 - atelierwoning Vic Gentils, Wijnegem
- 1966 - woning Reypens, Antwerpen
- 1969 - kantoorgebouw 'Albitum', Hoboken
- 1971 - Lens Fine Art Gallery, Antwerpen
- 1971 - woning Autrique, Kontich
- 1976 - rijwoning Braunschweig, Wilrijk
- 1993 - uitbreiding woning Guiette, Antwerpen
- 2000 inrichting met uitbreiding FotoMuseum, Antwerpen

## Belangrijkste restauraties
- 1988 - woning Guiette, Le Corbusier, Antwerpen
- 1990 - woning Nubar Bey, Auguste Perret, Garches (Frankrijk)
- 1997 - Belgisch paviljoen, Giardini, Venetië
- 2000 - Paleis voor Schone Kunsten, Victor Horta, Brussel
- 2000 - reconstructie Technische School (RITO), Henry Van de Velde, Leuven